# Économie du Sahara occidental

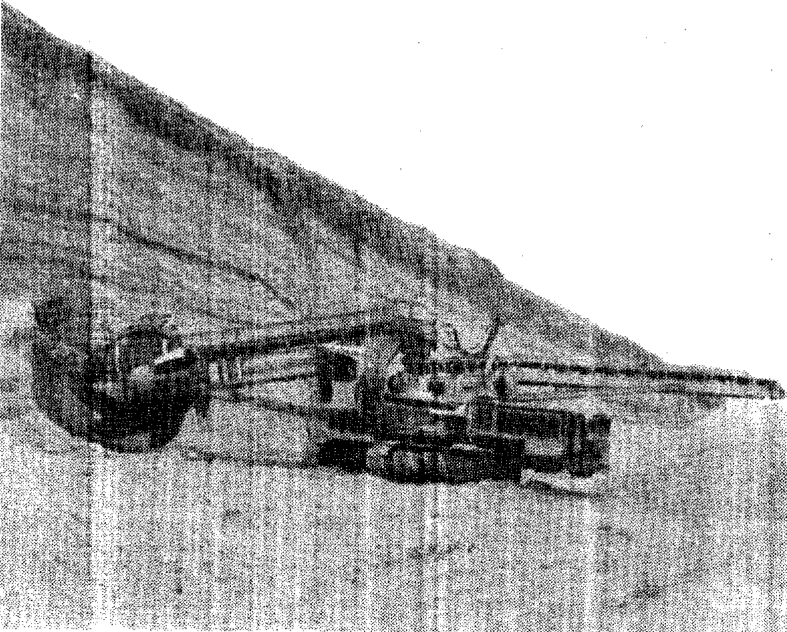
Exploitation d'une mine à Boukraa, au Sahara espagnol au début des années 1970

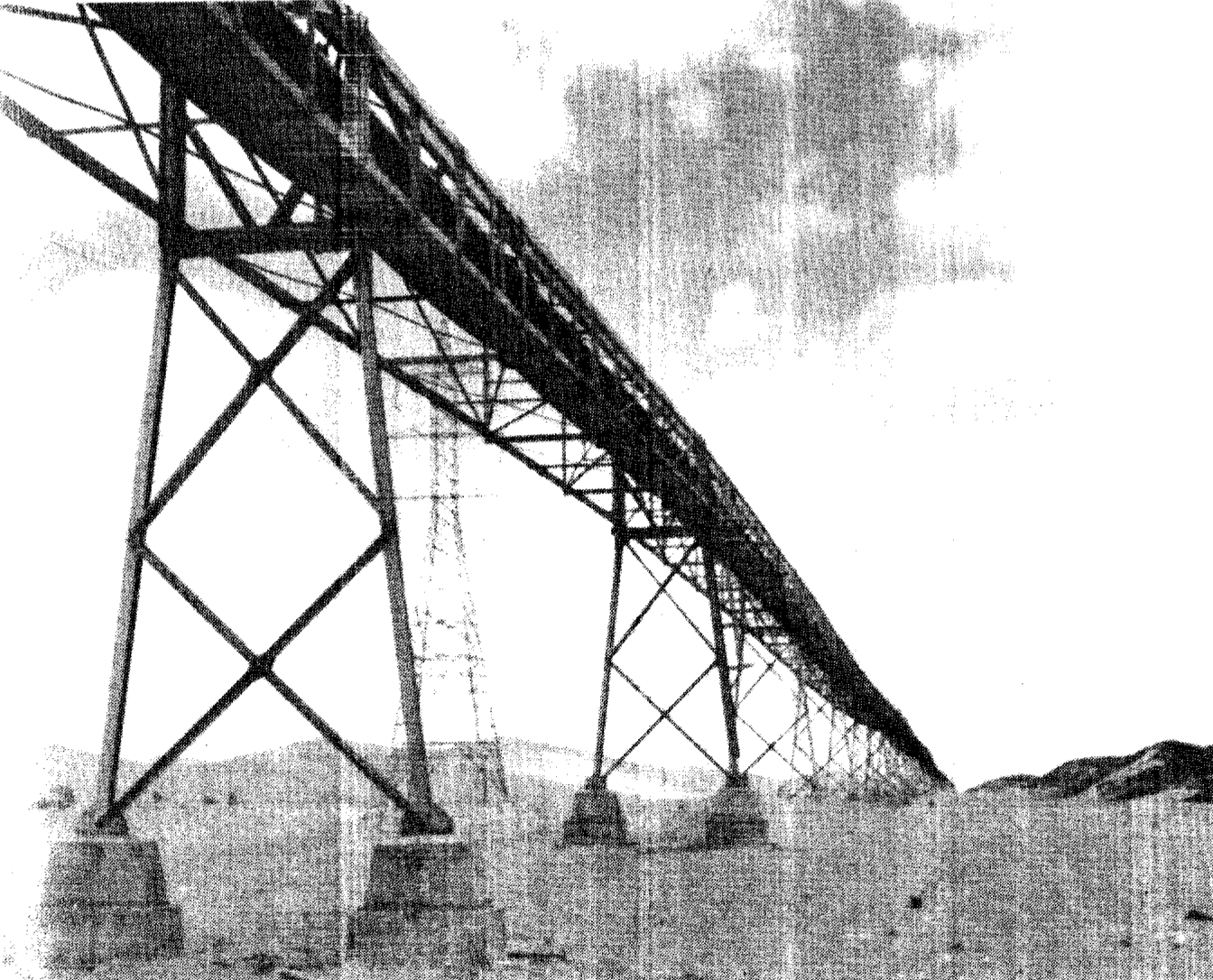
Tapis roulant automatique pour le transport de minerai au Sahara espagnol

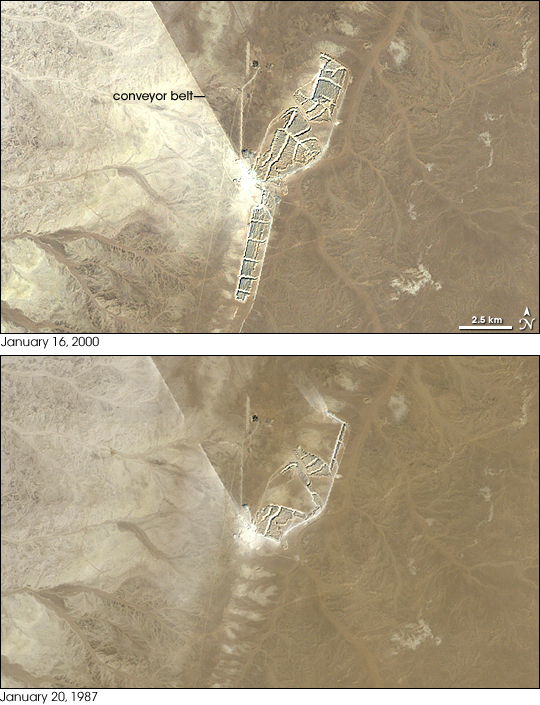
Vue satellite d'une mine

L'économie du Sahara occidental révèle des richesses minérales, la plus connue étant le phosphate mais également du métal ainsi que du pétrole trouvé dans de grandes poches découvertes et pleinement exploités par des sociétés étrangères dans la zone administrée par le Maroc.
L'agriculture est peu développée, en raison des faibles pluies dans le Sahara, comportant la culture de fruits et de légumes dans les quelques oasis, ainsi que l'élevage de chameaux, de moutons et de chèvres.

## Description
La plus grande richesse réside dans les mines de phosphate que possède le territoire à Boucraa. Pendant la dernière période où l'Espagne contrôlait le Sahara, il est devenu l'un des premiers producteurs de ce composé, par l'intermédiaire de la société Fos Bucraa. Actuellement[évasif], le gouvernement marocain maintient une politique de secret et de désinformation dans sa zone de contrôle concernant cet aspect et d'autres aspects de l'économie, notamment en ce qui concerne l'exploitation des richesses et des matières premières. 

## Investissements étrangers
La plupart des entreprises suédoises se sont déjà retirées du territoire, ainsi que certaines françaises, espagnoles ou britanniques, d'autres comme le belge Nettin ou le néerlandais ProFinance ont déjà négocié avec la République sahraouie leurs quotas d'exploitation et d'investissement pour l'avenir d'un Sahara autogéré.

## Investissements marocains
Le Maroc a accordé, en 2009, 1,2 milliard de dollars d'investissements directs et indirects dans infrastructures et dans des activités économiques et sociales génératrices de richesse pour les habitants des provinces sahariennes du sud du Maroc. Le bon état économique, urbain, culturel et social des villes sahariennes est une réalité palpable au Sahara occidental aujourd'hui,. En revanche, le rapport de Hans Corel, conseiller juridique de l'ONU sur l'exploitation des ressources naturelles dans les provinces sahariennes du Maroc, n'a jamais remis en question la compétence du Maroc en la matière n'a ni mis en doute la légalité des contrats d'investissement que le Maroc avait conclus avec des partenaires économiques internationaux, ni démontré que l'exploitation des ressources naturelles du Sahara s'est faite au détriment des populations locales. Au contraire selon le Maroc, tout ce qui est entrepris est avant tout au service des populations qui vivent et travaillent au Sahara occidental. Selon le Maroc, actuellement 9,8 % de Sahraouis vivent en pauvreté (contre 15 % dans le reste du Maroc).

## Analyses
Selon l'économiste marocain Fouad Abdelmoumni « Le coût du conflit est simplement le développement du Maroc »[réf. nécessaire]. En fait, le conflit du Sahara coûte au Maroc 3 % de la croissance annuelle. Le budget colossal des armées (environ 5 % du PIB du Maroc) passe chaque année devant le parlement sans discussion ni blocage au sein de la commission d'État ou dans les chambres parlementaires où il se trouve voté à l'unanimité, puisqu'il fait partie des instructions royales, puisque le roi est aussi le commandant suprême des armées. Fouad Abdelmoumni estime que « sans le Sahara, le Maroc aurait été dans la moyenne mondiale et dépenserait annuellement pour ses armées 1,90 % de son PIB ». En d'autres termes, le royaume économiserait environ 20 milliards dirhams par an, avec lesquels les intérêts de la dette publique pourraient être facilement payés.